# Kraków
 Ikke at forveksle med Krackow.
Kraków er en storby i den sydlige del af Polen. Byen ligger ved floden Wisła tæt på landets grænse til Slovakiet. Med et areal på 327 km2
og et indbyggertal på 804.237 (2023) indbyggere er den Polens næststørste by. Kraków er hovedstad i voivodskabet Lillepolen. Den var Europæisk kulturhovedstad i 2000.
Kraków er en gammel by, der tidligere var Polens hovedstad, ligesom den har været kongeby. Den gamle bydel er velbevaret og rummer bygninger tilbage til 1100-tallet. I 1978 kom byen på UNESCOs liste over verdens kulturarv.

## Historie
- Kraków området har været beboet i 6000 år
- 1038 – Kraków bliver Polens hovedstad.
- 1241 – Kraków hærges af mongolske styrker.
- 1364 – Kraków Akademiet (nu Universitet Jagielloński) grundlægges.
- 1596 – Polens hovedstad flyttes til Warszawa.
- 1815-1846 – Kraków er hovedstad i Fristaden Kraków.

### Tidlig historie
Navnet Kraków kommer af det gammelslaviske krak (moderne polsk kruk) betyder ravn, og byens navn betyder derfor oprindelig «et sted med mange ravne».
Arkæologiske udgravninger viser at de ældste bosætninger i området er fra forhistorisk tid, men det var ikke før i det 8. århundrede at bosætningerne udviklede sig en by.
Før grundlæggelsen af staten Polen var Kraków hovedstad for wiślaner-stammen. Arkæologiske fund af mønter viser at området handlede med Romerriget. Wiślanernes stammestat tilhørte i kort tid Stor-Mähren, og efter at sidstnævnte blev erobret af ungarerne, blev Kraków indlemmet i Böhmen. Mod slutningen af det 10. århundrede var byen allerede et vigtigt handelscenter, og omkring 990 blev byen en del af Piast-slægtens rige, af Mieszko 1. af Polen eller Boleslav 1. af Polen. Det var i den periode at byen fik sine første murstensbygninger, blandt andet slottet på Wawel, romanske kirker, en katedral og en basilika. Samtidig blev der oprettet et bispedømme i Kraków i år 1000.
Byen optræder i historiske kilder fra det 8. århundrede, mens bynavnet nævnes for første gang på skrift af en handelsrejsende fra Córdoba, Ibrahim-Ibn-Iakub, i år 966 e.Kr., hvor Kraków omtales som et betydelig handelscenter.

### Krakóws periode som hovedstad i Polen
Under Kasimir I Fornyeren blev Kraków Polens hovedstad i 1039. I opløsningstiden, da landet som følge af Bolesław IIIs arvefølgeregler blev delt i flere fyrstedømmer, blev Kraków sædet for seniorhertugen – den ældste arving som skulle få kongetitlen.
Allerede i det 12. århundrede havde Kraków et bibliotek og en katedralskole, som i sin tid blev anset som Polens bedste.
Kraków blev næsten fuldstændig ødelagt under mongolernes invasion i 1241. Bygningerne blev genopbygget i gotisk stil, og i 1257 fik byen sine stadsrettigheder (Magdeburgrettigheder). Det var i den tid Kraków fik et skakbræt-mønstret byplan og sit hoved-torv, og bebyggelsen fra den gang kan fremdeles ses i den gamle by.
Den polske opløsningstid endte i 1320, da kroningen af Władysław Łokietek fandt sted i Wawel-katedralen. Fra den tid af og frem til 1734 var Kraków Polens kroningsby, med katedralen som begravelsesplads for de polske konger.
Regeringstiden for Kasimir III af Polen, som blev kronet til Polens konge i 1333, viste sig at have stor betydning for byens udvikling. Kongen oprettede blandt andet to nye byer, Kazimierz og Kleparz, som var direkte forbundet med Kraków. I denne tid blev flere af byens vigtigste seværdigheder opført eller ombygget, blandt andet flere kirker, markedshallen, eller slottet på Wawel. Kasimirs største bedrift blev imidlertid grundlæggelsen af byens universitet i 1364, som er et af Europas ældste og mest renommerede.
Fra Vladislav II Jagellos kroning i 1386 og frem til 1572 herskede jagellonerne over byen. Som hovedstad i et af Europas mægtigste monarkier, udviklede byen sig i det 15. og særlig i det 16. århundrede på alle områder – både indenfor arkitektur, håndværk, handel, kultur og videnskab. Det var særlig under Sigismund I den ældre og Sigismund II August at byen blev et magtcentrum i Polen. Her studerede blandt andet Nicolaus Kopernikus, og den store skulptør Veit Stoß (1447-1533) udformede alteret i Mariakirken, mens Hans Dürer, yngre bror af Albrecht Dürer, var hofmaler hos kong Sigismund 1. af Polen. I byen virket mange fremtrædende humanister, videnskabsmænd og kunstnere fra Italien, Tyskland og andre stater. Fra denne tid stammer et stort antal rænæssancebygninger og -kunstværker. Efter endnu en ombygning i årene 1499–1536 blev slottet på Wawel en af Polens smukkeste renæssancebygninger, mens det nyopførte Sigismund-kapel i Wawel-katedralen Polens smukkeste mausoleum. I 1520 kunne man høre Polens største kirkeklokke – Sigismund-klokken – ringe i Kraków. I Sigismund II Augusts tid havde byen 30 000 indbyggere.
Sigismund II August døde i 1572 som den sidste jagellonske konge, og i 1596 flyttede Vasa-kongen Sigismund III den polske residens til Warszawa.

### Nedgangstider for Kraków
Byen mistede meget af sin betydning efter at den mistede sin status som hovedstad. Katedralen på Wawel forblev imidlertid kronings- og begravelsesstedet for de polske konger.
Svenske troppers belejring og efterfølgende ødelæggelse af byen i årene 1655–1657 samt et pestudbrud, bidrog til at reducere folketallet. I det 18. århundrede blev byen indtaget af preussiske, svenske, østrigske og russiske styrker. 24. marts 1794 aflagde Tadeusz Kościuszko ed på torvet i Kraków, og med det samme begyndte Kościuszko-opstanden (1794), som skulle befri Polen fra russisk indflydelse.
Mod slutningen af det 18. århundrede, efter at den polske stat blev delt af sine mere militariserede og politisk aktive nabostater Rusland, Østrig og Preussen, blev Kraków indtaget af østrigske styrker. I årene 1809–1815 tilhørte byen Hertugdømmet Warszawa, og blev som følge af Wienerkongressen en fristad - Fristaden Kraków - indtil 16. november 1846, da den blev annekteret af Østrig som Storhertugdømmet Krakau og indlemmet i den østrigske-ungarske vasalstat og kronland Kongeriget Galicien og Lodomerien. Da det østrigske styre var mere liberalt end i det russisk- og preussisk okkuperede Polen, blev byen på ny centret for polsk kultur og kunst og et nationalsymbol for polakkerne. Efter 1. verdenskrig blev byen del af det nye selvstændige Polen i 1918.

### Kraków under 2. verdenskrig
Da Polen blev okkuperet af tyske tropper under 2. verdenskrig, blev byen gjort til hovedstad i Generalguvernementet, som var de dele af Polen som ikke blev indlemmet i det tyske rige. Nationalsocialisten Hans Frank fik hvervet som generalguvernør, og flyttede ind på Wawel. I nærheden af byen oprettede han den berygtede koncentrationslejr Plaszow.
Den 6. november 1939 anholdt Franks styre 183 Krakówer universitetslærere og sendte dem til koncentrationslejrene Sachsenhausen og Dachau.
Besætterne oprettede i bydelen Podgórze for byens jødiske borgere "ghetto Krakau", hvor op til 20.000 mennesker blev holdt fanget og blev tvunget til slavearbejde. I efteråret 1941 blev 2.000 mennesker fra ghettoen som ikke var arbejdsduelig myrdet der eller bragt væk. Hele ghettoområdet blev i begyndelsen afspærret med mure. Efter flere deportationer (1.–8. juni og 27.–28. oktober 1942) blev hele området i december inddelt i boligområde A og boligområde B. Det var forberedelsen for den endelige likvidation, som begyndte den 13. marts 1943. Byens store jødiske befolkning blev sendt videre til Auschwitz vest for Kraków, hvor hovedparten mistede livet. De tyske nationalsocialister gjorde jødebydelen Kazimierz fuldstændig folketom under krigen.
Kraków var den eneste polske storby hvis arkitektur forblev uberørt under krigen. To andre polske storbyer som ikke blev udsat for større skader var Vilnius (Wilno) og Lviv (Lwów), men disse blev annekteret af Sovjetunionen efter krigen.

### Efterkrigstiden
Efter krigen kom Polen under sovjetisk indflydelse, og landet blev til et kommunistisk diktatur i 1948. Under det kommunistiske styre blev der bygget en stor drabantby (Nowa Huta) og et stort stålværk i nærheden af Kraków.
Dette forsøg på at ødelægge byens status som et kulturelt og religiøst center blev imidlertid mislykket. I 1978 blev byens ærkebiskop Karol Wojtyła valgt til pave under navnet Johannes Paul II. Den polske pave blev enormt populær i Polen, og blev et vigtig symbol i modstanden mod kommunistregimet, med sidstnævntes fald i 1989.
Efter de første frie valg i 1989 kunne Kraków igen udvikle sig frit. Forsømte bygninger blev restaureret. Der blev oprettet motorvejsforbindelser til Katowice og Breslau og lufthavnen i Balice blev udvidet. Motorvejen A4 mod Tarnów og hovedvejen til Zakopane blev moderniseret.
I dag er Kraków blevet et af Europas mest populære rejsemål. Den blev indskrevet ind på UNESCOs liste over verdens kulturarv som et af 12 objekter som havnede på den første liste i 1978.
- Kort over Kraków fra 1916
- Mariakirken
- Det Gyldne Alter i Mariakirken
- Det jødiske museum i Kazimierz
- Jødisk restaurant i Kazimierz
- Den gamle synagoge i Kazimierz
- Skulptur fra 9. århundrede, Det arkæologiske museum, Kraków
- Hovedbanegårdens modtagelsesbygning
- Kraków-Balice Johannes Paul II Lufthavnen

## Seværdigheder i Kraków
Krakóws gamle by (Stare Miasto) har en rig arkitektur, hovedsagelig fra Renæssancen, med eksempler ad gotik og barok. Byens paladser, kirker og herregårde viser i sit indre store arkitektoniske detaljer, kulørt glas, malerier, skulpturer og indretning.
Krakóws rige kulturarv og de mange historiske mindesmærker skyldes byens lange historie og de mange funktioner byen havde som Polens hovedstad, og som et betydelig center for handel, kultur og videnskab. Dertil viste de sidste store krige sig at skåne Krakóws bygninger, især i 2. verdenskrig, da tyskerne ikke nåede at ødelægge byen under deres tilbagetog. Som et resultat af dette er byen en af Europas vigtigste – og smukkeste – turistcentre. Blandt de mest kendte af byens mange historiske bygninger er kongeslottet og katedralen på Wawel, den gamle by fra middelalderen, universitetsbygningerne, over 100 kirker, og bydelen Kazimierz, det historiske center for Krakóws jødiske religiøse og sociale liv.

### Rynek
Centralt i byen ligger det som i middelalderen var Europas største markedsplads, "Rynek Główny") (markedspladsen Rynek), hvor der i gamle dage blev handlet alt fra hjemmedyrket kapusta (kål) til friskslagtede høns. I dag er pladsen omkranset af forretninger, caféer og restauranter. En gang i timen går hele markedspladsen nærmest i stå, for når klokken er hel, spiller en trompetist et par strofer til hvert verdenshjørne fra Maria Kirkens ene tårn. Denne enorme plads måler 200 meter langs hver side, og omkranses af momentale bygninger. 11 gader udgår fra Rynek. Her kan man se, hvordan markedspladsen har været bebygget gennem tiden - og opleve tidligere tiders liv. Markedspladsen (ved siden Af klædehallerne) har intet rådhus, men et rådhustårn. De underjordiske hvælvinger huser i nutiden et internationalt teater med et flersproget repertoire og et værtshus i middelalderstil. I tårnet er der turist-information. Markedspladsen er skueplads for mange offentlige foranstaltninger og festligheder.
Klædehallen (Sukiennice) er en markant bygning, der stammer fra renæssancen, der ligger ved den store markedsplads. Sukiennice betyder "Klædehallen" eller "Manufakturhandlernes hus", og den var engang et stort knudepunkt for international handel. I det 15. århundrede var Sukiennice stedet, hvor der blev handlet eksotiske varer fra Østen, fx krydderier, silke, læder og voks, og det var ligeledes herfra, at eksporten af lokale varer som tekstiler, bly og salt fra Wieliczka saltmine blev formidlet. I nutiden bruges Sukiennice dels til repræsentative formål, når der kommer prominente besøgende til Kraków, dels som turistattraktion, hvorved den igen fungerer efter sit oprindelige formål: Som et sted, hvor der handles primært souvenirs).

### Wawel-højen
Wiwel-højen, (polsk "Wzgórze wawelskie") er en bakketop som befinder sig på floden Wisłas venstre bred syd for Krakóws gamle by, med en højde på 228 meter over havets overflade. Wawel har stor symbolsk værdi for polakkerne, og på højen findes en række seværdigheder – de vigtigste er kongeslottet på Wawel og Wawel-katedralen, som hører til Polens største nationalskatter.
Kongeslottet på Wawel tjente som kongelig residens og var stedet, hvor landets herskere styrede Polen i fem århundreder – fra 1038 til 1596. I de senere år er slotskomplekset imidlertid blevet restaureret, og i 1961 blev alle genstande som var blevet plyndret af den tyske besættelsesmagt under Anden Verdenskrig givet tilbage, så at slottet igen fremstår som Polens kulturelle centrum. Det store slotskompleks består af to gårdspladser, en indre arkadegårdsplads, der er afgrænset af slotsfløjene, samt en ydre gårdsplads hvor katedralen befinder sig. Slottet er omkranset af et stort fæstningsværk med flere tårne.
Wawelkatedralen er Krakòws domkirke og en af Polens vigtigste nationalhelligdomme. Med sin tusindårige historie har den været både kroningssted og begravelsesplads for de polske konger. Ved siden af de kongelige og deres familiemedlemmer er katedralen også begravelsessted for historisk vigtige personer og nationalhelte, som blandt andet Adam Mickiewicz eller Tadeusz Kościuszko. Katedralen står lige ved siden af kongeslottet og indeholder St. Stanislaus’ relikvier. Den nuværende katedral er fra 1300-tallet, og indeholder det berømte Sigismund-kapellet (et af de mest bemærkelsesværdige eksempler på renæssancearkitektur i Kraków) og den enorme Sigismund-klokke, en kirkeklokke på otte ton som blev støbt i 1520. Den bruges kun ved større anledninger, som at markere krig, fred, påskemorgen eller valg af en ny pave

### Kazimierz
Kazimierz er et historisk distrikt i Kraków. Det var oprindelig (fra det 14. til det 19. århundrede) en selvstændig by syd for Kraków. I flere århundrede var Kazimierz mødestedet for den jødiske og kristne kultur. Under 2.verdenskrig blev dens jødiske befolkning imidlertid tvangsflyttet af tyske nazisterer til ghettoen i bydelen Podgórze i 1941. I dag er der kun en lille jødisk befolkning tilbage i bydelen. Dog findes der rester af jødisk liv og kultur i Kazimierz, blandt andet på det jødiske museum som er indrettet i en tidligere synagoge. I dag er Kazimierz blevet renoveret og er et populært turistområde. Der er boghandler og restauranter med "jødiske" temaer som f.eks. med jødisk folkemusik, såsom viser på jiddisch og klezmer. Synagogerne ligger der stadig, men kun en enkelt er i brug – de fleste anvendes til udstillinger med videre.
Spielbergs Schindlers liste blev overvejende filmet i Kazimierz. I Kazimierz kan man se de steder hvor Schindlers liste blev optaget. Man kan stadig se, hvor der har været opsat kulisser i form af "porte" sømmet op på de gamle mure i en snæver gyde.
Kirkerne og Synagogerne
Mariakirken er en romersk-katolsk murstenskirke i gotik fra det 14. århundrede ved den nordøstlige kant af markedspladsen i Kraków. Den har en smuk indvendig udformning og er særlig kendt for sit træalter. Mariakirken hører til Kraków og Polens mest kendte seværdigheder. Kirkens nuværende form er resultatet af en ombygning fra halkirke til basilika i årene 1392–1397. Et karakteristisk element er det sengotiske spir til det nordlige tårn (kendt som Hejnalica), som med sine 82 m er kirkens højeste tårn. Spiret til det syrlige tårn er derimod yngre og kommer fra renæssancen. Fra det nordlige tårn spilles hver time en trompetmelodi (Hejnał). Melodien er kort og afbrydes pludselig, til minde om en kendt trompetblæser fra det 13. århundrede som blev truffet af en pil i halsen mens han spillede melodien for at advare byens borgere mod et mongolsk angreb.
Barbarakirken ligger ved siden af Maria. kirkerummet er er udsmykket med malerier, figurer, skulpturer, hvælvinger og glas- og kalkmalerier. Bygningen er fra 1300-tallet og oprindelig opført som et gravkapel, men fungerer nu som kirke. I nutiden benyttes kirken både af de polske katolikker og de tysksprogede troende. Siden 1997 er den hellige messe på søn og helligdage blevet læst på tysk.
Tempel-Synagogen ved Miodowa-gaden 24 blev bygget mellem 1860 og 1862 den er ombygget flere gange og fik sin endelige form i 1924. I årene 1995 til 2000 blev synagogen totalrenoveret. Den er i dag den ene af to virksomme synagoger i Kraków.
Remuh-Synagogen fra 1553 er den ene af de to virksomme synagoger. 1957 blev synagogen komplet restaureret.
Izaak Jakubowicz Synagogen ved ved Kupa-gaden 18, der er den største synagoge i Kazimierz blev åbnet i 1644. Under den svenske invasion af Polen i 1655–1660 blev synagogen plyndret, og under pesten i 1679 flygtede synagogens formyndere til Opatów. Den mest tragiske hændelse i synagogens historie var 2. verdenskrig, da den blev ødelagt og plyndret af tyske nazister. I årene 1983 til 1996 blev synagogen totalrenoveret. I dag huser den Centret for jødisk kultur.

### Museer
Museet Galicia Jewish Museum (jødisk museum Galizien) i Kazimierz, viser den jødiske fortid og nutid i Polen. Museet bevarer erindringen om den jødiske-polske kultur i det tidliger Galicien og dermed ofrene under Holocaust.

### Schindlers Museum
Fabryka Emalia Oskara Schindlera (Schindlers Museum) åbnede i 2010. Museet befinder sig i Ulica Lipowa 4 i et industriområde i bydelen Podgórze. Museumsbygningen i tre etager husede Oskar Schindlers emalje-varefabriks forvaltning. Det af Schindler på fabriksområdet oprettede lager for de ved ham beskæftigede jøder eksisterer ikke mere. Den permanente udstilling hedder "Krakau under den tyske besættelse 1939–1945“. De i Schindlers Liste viste mennesker og omstændigheder fylder kun en lille del af udstillingen.

### Parken Planty
Næsten hele vejen rundt om Krakóws gamle bymidte ligger den 21 hektar og fire kilometer lange park Planty. Parken blev anlagt fra 1822 til 1830 og består af en kæde af tredive mindre haver designet i forskellige stilarter og prydet med monumenter og springvand. Der er både caféer, restauranter og barer langs Planty. Der er gratis adgang og parken er åbent døgnet rundt.

### Nova Huta
Øst for Krakóws centrum ligger bydelen Nowa Huta - et boligområde med cirka 80.000 indbyggere, som blev opbygget omkring byens stålværk. Hele bydelen er opbygget for at servicere det arbejdende folk fra stålværket. Oprettelsen af Nowa Huta (dansk «det nye stålværk») havde ved siden af rent industrielle grunde primært ideologiske hensigter: Kraków var historisk set præget af katolsk konservatisme, og ved at tilføre byen et stort antal industriarbejdspladser ønskede det polske kommunistiske regime at styrke byens forhold til den nye samfundsordning. Nowa Huta blev bygget efter strenge socialistiske planlægningsprincipper. De fem hovedgader stråler ud fra en central plads og deler en halvcirkel i fire sektorer. Indtil 1956 blev der tort set opført bygninger i socialrealistisk stil, og byens centrum regnes som et fremragende eksempel på denne stilretningen indenfor arkitekturen. 1956 blev der opført en række bygninger i modernistisk stil, og fra 1980-tallet kom postmodernismen ind. i 1970erne og 1980erne blev en række store lejlighedskomplekser opført af præfabrikerede betonelementer. Efter flere demonstrationer fik bydelens befolkning tilladelse til at bygge en kirke for egen regning. 1977 blev Arka Pana-kirken indviet af Krakóws biskop, Karol Wojtyła, der året efter blev verdenskendt som Pave Johannes Paul 2..

## Galleri Nova Huta
- Arka Pana-kirken
- Solidarnośc-mindesmærke, Plac Centralny
- Det tidligere Kino Świt
- Skarbnica-boghandelen
- Bygning ved Solidarnośc-Allee
- Det tidligere Światowid-Kino, i dag museum for Folkerepublikken Polen
- Den gamle hovedpost, 28 Osiedle Willowe
- Det polske luftfartsmuseum ved Jana Pawła II

## Seværdigheder nær Kraków
Saltminen Wieliczka ved byen Wieliczka 10 km sydøst for Kraków åbnedes i 1200-tallet, og udvandt husholdningssalt uafbrudt frem til 2007, som én af verdens ældste igangværende saltminer. Den kommercielle minedrift blev nedlagt i 1996. I dag er saltminen en stor turistattraktion, og siden 1978 står Wieliczka saltmine opført på UNESCOs Verdensarvsliste. Minens attraktioner består blandt andet af dusinvis af statuer, tre kapeller og en komplet katedral, der er blevet skåret ud i saltsten. De ældste skulpturer er blevet fornyet af nye udskæringer af samtidige kunstnere. Omkring 1,2 millioner mennesker besøger saltminen årligt.
Nationalpark Ojców 16 km nord for Kraków i regionen Województwo małopolskie er en nationalpark med et bjerglandskab formet af jura-kalksten. Det kuperede landskab med klipper, dale og store kalkstensformationer og mange grotter besøges årligt af omkring 400 000 turister og er et af Polens mest attraktive rekreationsområder.
Tatrabjergene kan ses fra Polens højeste beliggende by Zakopane, cirka 100 km syd for Kraków. Om vinteren er Zakopane et populært skisportssted og om sommeren er det et yndet udflugtsmål for både lokale og rejsende og et udgangspunkt for vandreture i bjergene. Indenfor byens administrative områder ligger også en betydelig del af Nationalparken Tatra (Tatrzański Park Narodowy).
Koncentrationslejren Auschwitz ligger cirka 70 kilometer vest for Kraków, hvor nazisterne dræbte over en million mennesker. En del af lejrens blokke er omdannet til museer.
- Saltminen Wieliczka
- Byen Wieliczka 10 km sydøst for Krakòw
- Tatrabjergene set fra Polen
- Zakopane
- Zakopane
- Skała Rękawica i Nationalpark Ojców
- Długa Skała i Nationalpark Ojców
- Markedspladsen i byen Oświęcim (Auschwitz)
- Indgangsporten til KZ Auschwitz

## Trafik
Byen er over motorvejen A4 forbundet med Vesteuropa. Mod syd fører landevejene Droga ekspresowa S7 og Droga krajowa 7 til vintersportsbyen Zakopane.
Fra Kraków-Balice Johannes Paul II Lufthavnen (ca. 11 km vest for byen) er der blandt andre linjeforbindelser til Kastrup, Billund, Chicago, Frankfurt am Main, Wien, Berlin og Hamborg.
Fra hovedbanegården Kraków Główny er der direkte baneforbindelser til Danzig over Warszawa, til Poznań over Wrocław, Prag, Budapest, Wien og Bratislava.
Byen har et tæt sporvogns og busnet. Særlig sporvognene forbinder yderområderne med centrum. I december 2008 blev den første hurtigsporvognsbane taget i brug. Den samlede strækning har en længde af 14 km og forløber delvis gennem en underjordisk tunnel. Der er også linjebustrafik i omlandet, men også internationale forbindelser.
Floden Wisła bliver overvejen benyttet af turistbåde og i mindre omfang til transport af grus.

## Kendte personer fra Kraków
- Vladislav 3. af Polen, (1424–1444) var konge af Polen fra 1434 til 1444 og af Ungarn og Kroatien fra 1440 til 1444.
- Johan 2. Kasimir Vasa af Polen var konge i den polsk-litauiske realunion fra 17. januar 1649 til sin abdikation den 16. november 1668.
- Jan Matejko (1838–1893) var en polsk maler kendt for malerier af kendte historiske politiske og militære begivenheder i Polen.
- Johannes Paul II var den første ikke-italiener i 455 år, der blev valgt som pave. Han blev udnævnt til ærkebiskop af Kraków af pave Paul 6. i 1964, og han blev kardinal i 1967.
- Wisława Szymborska † 1. Februar 2012 i Kraków var lyriker og nobelprisvinder (1996). Hun regnes for en de betydeligste lyrikere i Polen.
- Agnieszka Radwańska (født 6. marts 1989 i Kraków, er en tidligere professionel tennisspiller.